# Rehabilitación política
La rehabilitación política es el proceso mediante el cual un miembro caído en desgracia de un partido político o de un gobierno recupera la respetabilidad pública y, por tanto, la aceptabilidad política. El término generalmente se aplica a líderes u otras personas prominentes que recuperan su prominencia después de un período en el que no tienen influencia ni posición, incluidas las personas fallecidas que son reivindicadas póstumamente.
Entre las figuras conocidas que han sido rehabilitadas se incluyen Deng Xiaoping, que cayó en desgracia durante la Revolución Cultural por ser un «tercer camino», pero fue rehabilitado posteriormente y se convirtió en líder supremo de la República Popular China; y el último zar de Rusia, Nicolás II, y su familia, quienes fueron asesinados a tiros por revolucionarios bolcheviques en julio de 1918, pero fueron rehabilitados por la Corte Suprema rusa el 1 de octubre de 2008.

## China
La rehabilitación se llevó a cabo en muchas etapas de la Historia de la República Popular China, pero de manera más significativa durante el período Boluan Fanzheng, después de la 3.ª Sesión Plenaria del 11.º Comité Central del Partido Comunista Chino que marcó las reformas económicas chinas de Deng. Xiao Ping . Comités de rehabilitación consideraron apelaciones tanto del Comité Central del Partido Comunista Chino como de peticiones (a menudo en forma de carteles con grandes caracteres) de ciudadanos comunes y corrientes. El reformador Hu Yaobang dirigió una serie de rehabilitaciones de 1978 a 1981 de personas perseguidas por la Banda de los Cuatro durante la Revolución Cultural (1966-1976), incluido el expresidente de China Liu Shaoqi.

## Unión Soviética
Tanto la Federación Rusa moderna como Ucrania han promulgado leyes "Sobre la rehabilitación de las víctimas de represiones políticas", que sientan las bases para la continua rehabilitación post-estalinista de las víctimas.